# Cheilanthes trichophylla
Cheilanthes trichophylla är en kantbräkenväxtart som beskrevs av Bak. Cheilanthes trichophylla ingår i släktet Cheilanthes och familjen Pteridaceae. Inga underarter finns listade.